# Jacques Martial Deveaux
Pour les articles homonymes, voir Deveaux.
Jacques Martial Deveaux, né à Paris le 18 juillet 1825 et mort à Arnouville le 26 mai 1916, est un graveur français.

## Biographie

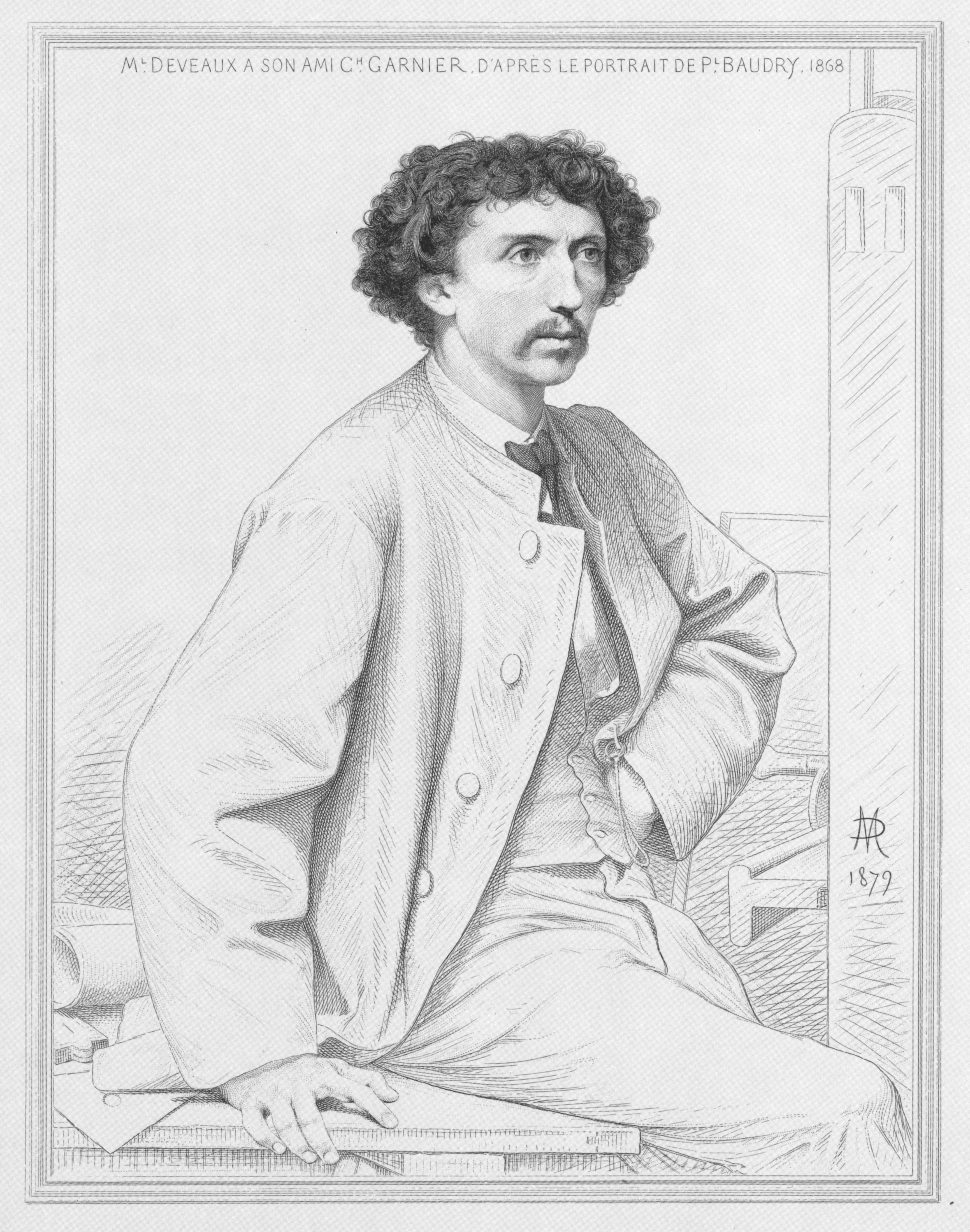
Portrait de Charles Garnier, lithographie de Devaux d'après un tableau de Paul Baudry (1868).

Jacques Martial Deveaux est né à Paris le 18 juillet 1825, fils de Martial Deveaux, négociant et de Julie Agathe Visinet.
Apprenti orfèvre, il étudie auprès de Husson. Il entre ensuite à l'école des Beaux Arts en 1846, où il est élève d'Achille-Louis Martinet.
En 1848, il obtient le premier prix de Rome.
En 1863, il épouse à Arnouville, Anne Berthe Delasalle.
Il obtient une médaille de 2e classe au salon de 1878, section gravure et lithographie.
Avec son épouse, il vit paisiblement à Arnouville, rue de Paris.
Il est mort à Arnouville à l'âge de 90 ans.